# Chione cancellata
Chione cancellata is een tweekleppigensoort uit de familie Veneridae. De wetenschappelijke naam werd gepubliceerd in 1767 door Linnaeus.
Rechter en linker klep van hetzelfde exemplaar:

Rechter klep
Linker klep